# Лички Рибник
Лички Рибник је насељено мјесто у Лици. Припада граду Госпићу, у Личко-сењској жупанији, Република Хрватска.

## Географија
Лички Рибник је удаљен око 9,5 км југоисточно од Госпића. Кроз насеље протиче ријека Лика. У близини насеља пролази Личка пруга.

## Историја
Град су основали Франкопани у другој половини 15. вијека. Насеље је било затворено с три стране тока ријеке Лике, а с четврте стране одбрамбеном кулом и насипом. Данас су видљиве рушевине утврђења и цркве. Манојло Грбић у „Карловачком владичанству“ у дијелу о насељавању Брлога пише да су 1609. у Рибнику Срби, раја, због силних намета подигли устанак против бега, убили неке Турке и отишли за Брлог на имање Сигисмунда Гусића. У истој 1. књизи (од 3), на стр. 246. стоји и ово о историји Рибника: Године 1701. пошаљу из Граца у Лику грофа Антона Коронинија и барона Фридриха Рамшисла, као коморске комесаре, да проведу нову управу. Ови људи, не познавајући ни народа ни народног језика својом неспретношћу и надутошћу, раздраже Бунијевце у Ловињцу, те ови скоче на повјеренике и на њихову пратњу, а повјереници даду се у бијег. Бунијевци натисну за њима, стигну их у Рибнику код Госпића и то у цркви, гдје оба именована повјереника закољу на самоме олтару. Сењски бискуп, Мартин Брајовић, буде одређен, да умири народ и да пронађе кривце. Бискуп оде у Лику, па ни пет ни шест, него обијди митрополита Атанасија, да је он кумовао овој буни, па предложи да се владици забрани за свагда долазити... Франц Ваничек наводи податак да је након овог убиства црква у Рибнику срушена.

## Становништво
Према попису из 1991. године, насеље Лички Рибник је имало 300 становника. Према попису становништва из 2001. године, Лички Рибник је имао 119 становника. Према попису становништва из 2011. године, насеље Лички Рибник је имало 93 становника.
| Демографија | Демографија | Демографија |
| Година      | Становника  | Становника  |
| ----------- | ----------- | ----------- |
| 1961.       | 439         |             |
| 1971.       | 372         |             |
| 1981.       | 286         |             |
| 1991.       | 300         |             |
| 2001.       | 119         |             |
| 2011.       |             | 93          |

## Попис 1991.
На попису становништва 1991. године, насељено место Лички Рибник је имало 300 становника, следећег националног састава:
| Попис 1991.‍ | Попис 1991.‍ | Попис 1991.‍ | Попис 1991.‍ | Попис 1991.‍ |
| ----------- | ----------- | ----------- | ----------- | ----------- |
|             |             |             |             |             |
| Хрвати      | Хрвати      |             | 292         | 97,33%      |
| Срби        | Срби        |             | 3           | 1,00%       |
| Немци       | Немци       |             | 1           | 0,33%       |
| непознато   | непознато   |             | 4           | 1,33%       |
| укупно: 300 |             |             |             |             |